# Свети Георги (Белица, Разложко)
Вижте пояснителната страница за други значения на Свети Георги.
„Свети Георги“ е възрожденска църква в разложкото градче Белица, България, част от Неврокопската епархия на Българската православна църква.

## История
Църквата е строена от 1833 до 1835 година. Издигната е в центъра на Белица, като строежът се ръководи от основаното за целта църковно настоятелство. Инициатор е поп Илия Попов. Майстор строител на храма е Устабаши Петре от Елешница, който оставя на каменна плоча (днес взидана в южната стена) надписа „Во славу стыѧ трцы соградисѧ храмъ сей во имѧ стагѡ великомученика Геѡргіа Победосца во времѧ г. архіепкпа нашегѡ Игнатиа при благочестивихъ предстоѧтелехъ Иліа іереа Геѡргиа іер: Стоичо Коџебаші Алеза Илиіа и прочім село Беліца в: л: х: 1835 Ѡстабаши Петре ѿ Елш:“. Църквата има часовник. Църквата е опожарена в 1903 година по време на разгрома на Илинденско-Преображенското въстание. В 1908 година храмът е възстановен.